# Justin Broadrick
Justin Karl Michael Broadrick est un musicien et compositeur anglais né le 15 août 1969 à Birmingham.

## Biographie
Justin K. Broadrick est le cofondateur de nombreuses formations, dont la plus fameuse est Godflesh, un des premiers groupes à avoir mêlé l’énergie du rock avec l’abstraction de la musique industrielle à la fin des années 80, dans laquelle il tenait les parties de chant et de guitare, mais aussi Final (sa première formation, commencée à l'âge de 13 ans, et toujours en activité), Fall Of Because, Napalm Death, Head of David, Sweet Tooth, Scorn, etc. Parfois sous le pseudonyme de JKB ou JK Flesh, outre de nombreux remixes (notamment Pantera, Pelican ou Isis), il a en outre participé à un nombre considérable de formations avec le musicien et théoricien Kevin Martin notamment Techno Animal, Ice (en), The Sidewinder et Curse Of The Golden Vampire (avec Alec Empire). Il apparaît, avec le bassiste de Godflesh, G. C. Green, sur l'album Buried secrets (1992) de la formation jazz Painkiller du saxophoniste John Zorn.
À la suite du départ du bassiste - sans qui Broadrick estimait qu'il ne pouvait continuer cette formation - à la veille d'une tournée aux États-Unis, Godflesh est dissous en 2002.
Après une cessation d'activité de quelques années - due à une dépression et à des problèmes financiers - Broadrick fonde Jesu en 2004 et Pale Sketcher (pendant électronique de Jesu) en 2010. Son intérêt pour la musique électronique semble ravivé à la même époque avec la naissance de Council Estate Electronics, en collaboration avec Diarmuid Dalton, et de White Static Demon, deux projets proches de Final, mais ici uniquement basés sur le traitement de sons analogiques, alors que GreyMachine (avec Dave Cochrane, Diarmuid Dalton et Aaron Turner) renoue avec une musique saturée et extrême. Parallèlement, son label Avalanche Recordings, fondé en 2000, est repris en 2007 et depuis édite la plupart de ses projets. Il participe, à partir de 2010, à la formation The Blood Of Heroes avec Bill Laswell, Dr. Israel, end.user, Submerged.
Même si Green et Broadrick se sont toujours mis en porte à faux vis-à-vis du milieu de la musique hard rock et heavy metal, il est à noter que Godflesh y a acquis au fil du temps une place importante, à tel point que le festival Hellfest leur propose un concert en 2010, prémisse de ce qu'on peut désigner comme une véritable petite tournée de reformation qui se prolongera jusqu'en 2013. Un nouvel album est annoncé pour 2014.
La musique de Justin K. Broadrick se caractérise par une extrême violence et un propos nihiliste et misanthrope, associés à un intérêt certain pour les questions de religion, de croyance et de spiritualité.
En 2023, Justin Broadrick déclare avoir été diagnostiqué autiste et pense que cette condition et l'hypersensibilité qui en résulte ont influencé sa musique.

## Discographie

### Final (1982-...)
- One (1993)
- Flow/Openings (1995)
- Solaris (1996, 1998)
- 2 (1996)
- Urge/Fail (1996)
- The First Millionth Of A Second (1997)
- Lo Fibre Companion (compilation) (1998)
- 3 (2006)
- Infinite Guitar 1 (2007)
- Infinite Guitar 2 (2007)
- Guitar & Bass Improvisations vol 1 (2007)
- Guitar & Bass Improvisations vol 2 (2007)
- Afar (2008)
- Fade Away (2008)
- Dead Air (2008)
- Reading All The Right Signals Wrong (2009)
- Infinite Guitar 3 / Guitar & Bass Improvisations 3 (2009)
- The Apple Never Falls Far From The Tree (2010)
- My Body Is A Dying Machine (2010)
- Burning Bridges Will Light Your Way (2012)
- Infinite Guitar 4 (2013)

### Fall Of Because (1983-1988)
- Extirpate (1986)
- Life is easy (1986, 1999)

### Napalm Death (1985-...)
- Scum (1986) (Parties de guitare sur la face A seulement ; partie de chant sur le titre "Polluted Minds")

### Head Of David (1987-1991)
- Dustbowl (1988)
- The Saveana Mixes (1988)
- White Elephant (1989)

### Godflesh (1988-2002 puis 2010-...)
- Godflesh (1988)
- Streetcleaner (1989)
- Slavestate (1991)
- Cold World (1991)
- Pure (1992)
- Merciless (1994)
- Selfless (1994)
- Songs of Love and Hate (1996)
- Love and Hate in Dub (1997)
- Us and Them (1999)
- Messiah (2000)
- In All Languages (anthology) (2001)
- Hymns (2001)
- Decline & Fall (2014)
- A World Lit Only by Fire (2014)

### Sweet Tooth (1990-1993)
- Sweet Tooth (1990)
- Crash Live (1993)

### God (1990-1994)
- Loco (1991)
- Possession (1992)
- Consumed (1993)
- Anatomy Of Addiction (1994)
- The Appeal To Human Greed (1994)

### Techno Animal (1991-...)
- Ghosts (1991)
- Re-Entry (1995)
- Babylon Seeker (1996)
- Unmanned (1996)
- Phobic (1997)
- Demonoid version 1 (1997)
- Demonoid version 2 (1997)
- Techno Animal Vs. Reality (1998)
- Cyclops (1998)
- Radio Hades (1998)
- Monolith (1999)
- Symbiotics (1999)
- Eraser (2000)
- Megaton (2000)
- Dead Man's Curse (2001)
- Brotherhood of the Bomb (2001)
- We Can Build You (2001)

### Ice (1993-1999)
- Under The Skin (1993)
- Quarantine (1995)
- Bad Blood (1998)

### Solaris BC (1995-1996)
- Lo Fibre Companion (compilation) (1998)
- Submerged Technology (2009)

### The Sidewinder (1996-1998)
- Colonized (1996)
- Implant (1997)
- Lo Fibre Companion (compilation) (1998)

### Krackhead (1997-1999)
- Lo Fibre Companion (compilation) (1998)
- From hell (2009)

### The Curse Of The Golden Vampire (1998-2003)
- The Curse Of The Golden Vampire (1998)
- Mass Destruction (2003)

### Tech Level 2 (1999-2003)
- Hymn (2000)
- Tempest (2001)
- Teknological (2002)
- Tech Level 2 / Soundmurderer (split) (2003)

### Zonal (2000)
- The Quatermass Project (2000)

### Jesu (2004-...)
- Heart Ache (2004)
- Jesu (2004) (la version vinyle sortie en 2005 présente un nouveau mixage)
- Silver (2006)
- Conqueror (2007)
- Sun Down, Sun Rise (2007)
- Jesu / Eluvium (split) (2007)
- Lifeline (2007)
- Pale Sketches (2007)
- Fade Away (2008) (en téléchargement uniquement)
- Jesu / Envy (split) (2008)
- Why Are We Not Perfect? (2008) (reprise des 3 titres du split "Jesu / Eluvium")
- Jesu / Battle of Mice (split) (2008)
- Opiate Sun (2009)
- Infinity (2010)
- Heart Ache & Dethroned (2010)
- Christmas (2010)
- Ascension (2011)
- Everyday I Get Closer To The Light From Which I Came (2013)

### J2 (2008-...)
- J2 (2008)

### Council Estate Electronics (2008-...)
- Kitsland (2009)
- Longmeadow (2012)

### White Static Demon (2008-...)
- Decayed (2009)
- Apparitions (2010)
- The Poisoned Tape (2013)

### Greymachine (2009-...)
- Vultures Descend (2009)
- Disconnected (2009)

### The Blood Of Heroes (2010-...)
- The Blood Of Heroes (2010)
- Remain (2010)
- The Waking Nightmare (2012)

### Pale Sketcher (2010-...)
- Jesu: Pale Sketches Demixed (2010)
- Can I Go Now (Gone Version) (2010) (en téléchargement uniquement)
- Seventh Heaven EP (2011)
- Warm Sunday / Mogadon (2013)

### JK Flesh (2012-...)
- 2012 : Posthuman (3BY3)
- 2013 : Worship Is The Cleansing Of The Imagination (avec Prurient) (Hydra Head Records)
- 2015 : Nothing Is Free EP (Avalanche Recordings)
- 2016 : Suicide Estate (Hospital Productions)
- 2016 : Nothing Is Free (Downwards)
- 2016 : Rise Above (Electric Deluxe)
- 2017 : Exit Stance EP (Downwards)
- 2018 : PI04 (Pi Electronics)
- 2018 : Wasplike EP (Inner Surface Music)
- 2018 : New Horizon (Electric Deluxe)

### Valley Of Fear (2012-...)
- Valley Of Fear (2012)

### Divers (Participations créditées "Justin K Broadrick")
- Painkiller : Buried Secrets (1992) (Participations sur les titres "Buried Secrets" et "The Toll")
- Skinner's Black Laboratories (1995) (avec Andy Hawkins)
- Oxbow Presents Love's Holiday Orchestra Feat. Justin Broadrick* & Stephen O'Malley – Live At Supersonic, 2007 (2008)
- Kissing Kin Singles Club (2010) (avec Andrew Broder)
- The Bug : Infected (2010) (Participation sur le titre "Catch A Fire")
- Pencey Sloe : Neglect (2022) (Participation sur le titre "The Run - Part 2")